# فندق بونيس
فندق بونيس (بالإنجليزية: Bonais Hotel Hotel)‏ هو أحد الفنادق الموجودة بمدينة الهفوف بالأحساء بالمملكة العربية السعودية.

## الموقع
يقع فندق بونيس في سوق القيصرية بالأحساء، ويقع في موقع مركزي في مدينة الهفوف وعلى مسافة قريبة من قصر إبراهيم وبيت الولاء.

### المعالم القريبة من الفندق
يقع بالقرب من الفندق كل من:
- سوق القيصرية
- فوارس مول
- الهفوف مول
- المحكمة العامة
- مستشفى المانع العام
- فندق الأحساء انتركونتيننتال
- متحف الأحساء الوطني

كما أن هناك العديد من المطاعم في المنطقة المجاورة بما في ذلك بو خضر والمنير وليالي عدن ومقهى رويال نيم ولا كازا باستا.

## الخدمات والمرافق
يحتوي الفندق على 41 غرفة مزودة بالخدمات المختلفة من مكيف للهواء وتليفزلون ومنطقة جلوس وحمامات ملحقة،، كما تحتوي الغرف على أرضيات خشبية وطاولات بجانب السرير ونوافذ للضوء الطبيعي ومنطقة تخزين، كما يوجد واي فاي مجاني داخل الغرف.، لكن لا يُسمح باصطحاب الحيوانات الأليفة ولا يوجد موقف سيارات داخل المنشأة.